# Panellets

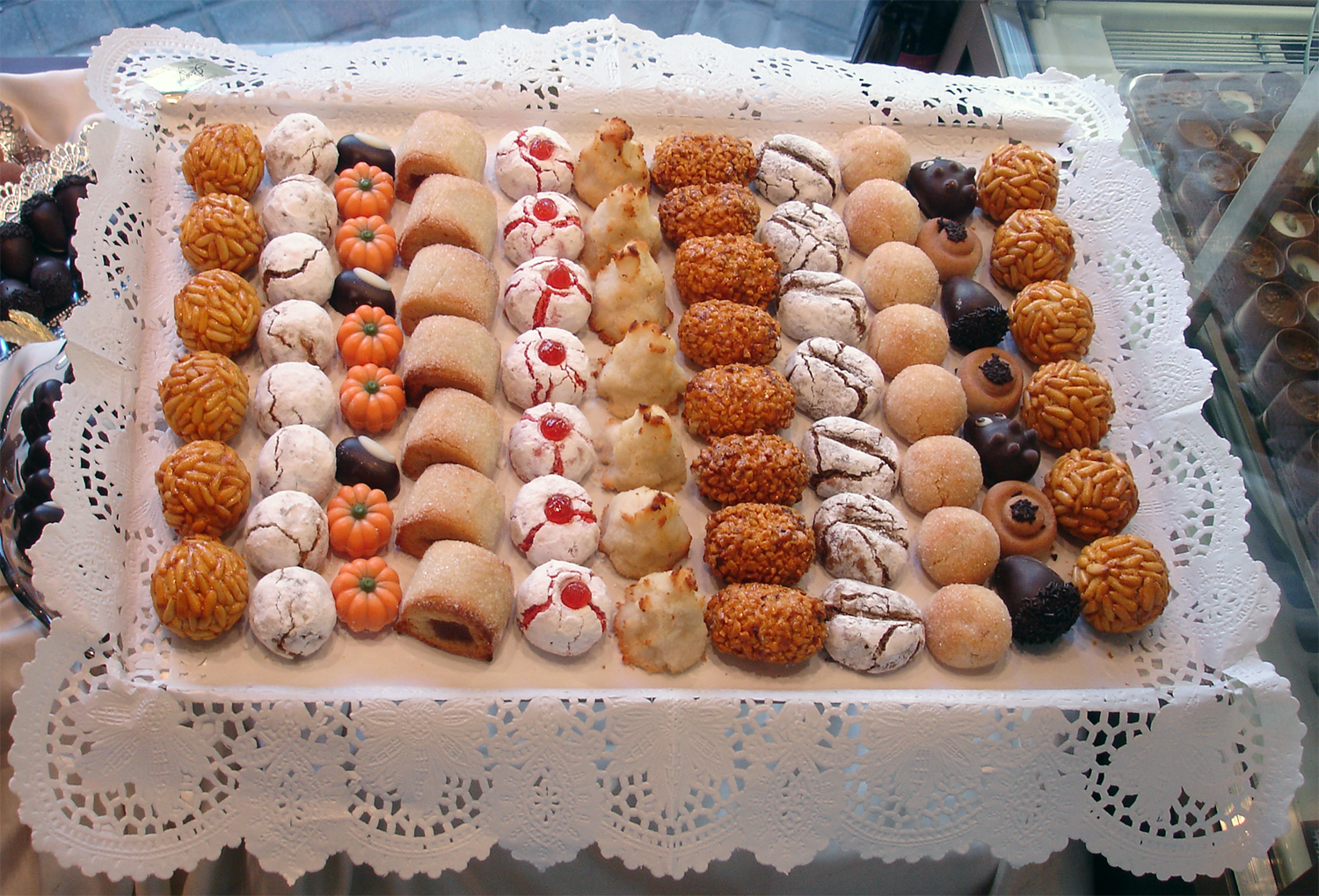
Een schaal met panellets

Panellets (Catalaans voor broodjes) zijn een Catalaans nagerecht dat volgens de traditie met Allerheiligen wordt gegeten. Het zijn kleine cakejes in verschillende vormen (met name ronde), die hoofdzakelijk van marsepein gemaakt zijn. Dit gerecht wordt vaak geserveerd met een zoete wijn zoals de Vin Doux Naturel. De herkomst van de panellets gaat terug tot de 18e eeuw.
Binnen de Europese Unie geniet dit nagerecht sinds 2 oktober 2008 bescherming als gegarandeerde traditionele specialiteit.